# Molophilus amieuensis
Molophilus amieuensis là một loài ruồi trong họ Limoniidae. Chúng phân bố ở miền Australasia.